# حوضه آبریز تالش–مرداب

موقعیت حوضه آبریز رودخانه‌های تالش–مرداب انزلی

حوضه آبریز رودخانه‌های تالش–مرداب انزلی با نام اختصاری تالش–مرداب یکی از حوضه‌های باز ایران است که در تقسیم‌بندی حوضه‌های آبریز ایران، حوضهٔ فرعی به‌شمار می‌رود و زیرمجموعهٔ حوضهٔ آبریز دریای مازندران است. مساحت این حوضه، ۶٬۸۲۷ کیلومتر مربع است و رودهای کوچک نیمهٔ غربی استان گیلان را دربرمی‌گیرد.

## جغرافیا
حوضهٔ آبریز تالش–مرداب کوچکترین حوضهٔ آبریز درجه ۲ ایران است که به جز بخش بسیار کوچکی در استان اردبیل، کاملاً در استان گیلان قرار دارد. این حوضه در محدوده‌ای میان دو حوضه ارس و سفیدرود واقع شده‌است و به دو بخش تقسیم می‌شود. بخش شمالی شامل چند رود ساحلی کوچک است که از کوه‌های تالش سرچشمه می‌گیرند. بخش دوم نیز شامل رودهایی است که به مرداب انزلی منتهی می‌شوند.

## زیرحوضه‌ها
برپایهٔ دستورالعمل تقسیم‌بندی حوضه‌های ایران، حوضهٔ آبریز تالش–مرداب به زیرحوضه‌های زیر تقسیم می‌شود:
| کد  | نام اختصاری زیرحوضه | مساحت کیلومتر مربع | تعداد زیرحوضه‌ها |
| --- | ------------------- | ------------------ | --------------- |
| ۱۲۱ | رودخانه‌های تالش     | ۳٬۲۳۴              | ۹               |
| ۱۲۲ | مرداب انزلی         | ۳٬۵۹۳              | ۹               |